# Lahsene Bouchikhi
Pour les articles homonymes, voir Bouchikhi.
Lahsene Bouchikhi, né le 1er juin 1993, est un athlète belge. Il est le frère de Soufiane Bouchikhi.

## Carrière
Lahsene Bouchikhi est médaillé d'argent par équipes aux Championnats d'Europe de cross-country 2019 à Lisbonne.